# Osmannisk Syrien
Det osmanniske Syrien henviser til opdelinger af Det Osmanniske Rige i Levanten, normalt defineret som regionen øst for Middelhavet, vest for Eufrat floden, nord for den Arabiske ørken og syd for Taurusbjergene.
De nuværende lande og områder, der tilsammen svarer til osmannisk Syrien er Israel, Syrien, Libanon, og Jordan.